# Grzegorz Zgliński
Grzegorz Zgliński (Greg Zglinski; ur. 8 kwietnia 1968 w Warszawie) – polsko-szwajcarski reżyser filmowy i scenarzysta. Członek polskiej i szwajcarskiej Akademii Filmowej.

## Życiorys
Były gitarzysta i basista w formacjach rockowych w Szwajcarii, gdzie mieszkał przez 15 lat. Szkoła pantomimy i szkoła aktorska w Zurichu, szkoły językowe we Francji i Australii. W 1996 uzyskał absolutorium na Wydziale Reżyserii Filmowej w PWSFTViT w Łodzi pod artystyczną opieką Krzysztofa Kieślowskiego. Zdobywca wielu nagród na międzynarodowych festiwalach filmowych, m.in. na 61. Festiwalu Filmowym w Wenecji za szwajcarsko-belgijsko-polski debiut fabularny pt. Cała zima bez ognia (Tout un hiver sans feu) z 2004, który był także szwajcarskim kandydatem do Oskara w 2005. Jego drugi kinowy film fabularny Wymyk (2011) zdobył główne nagrody na festiwalach filmowych m.in. w Wilnie, Gdyni i Warszawie.
Współtwórca i reżyser formatujący serialu telewizyjnego Londyńczycy (2008–2009), a także seriali kryminalnych: Paradoks (2012) oraz Zbrodnia (2014), pierwsza serialowa produkcja telewizji AXN (Sony Pictures) w Europie Środkowej. W 2015 wyreżyserował w Szwajcarii fabularny film telewizyjny pt. Le temps d‘Anna, który był wyświetlany w telewizjach TSR oraz ARTE. W 2016 nakręcił szwajcarsko-austriacko-polski kinowy film fabularny pt. Tiere (2017), którego światowa premiera odbyła się na 67. Międzynarodowym Festiwalu Filmowym w Berlinie.

## Filmografia
- 2001 – Na swoje podobieństwo – średniometrażowy film fabularny (także: scenariusz, montaż, dźwięk, muzyka, produkcja)
  - II. Nagroda (Fipa D'Argent) na festiwalu FIPA w Biaritz/Francja, 2002
  - Nagroda Ministerstwa Kultury i Sztuki w Szwajcarii w 2002
- 2004 – Tout un hiver sans feu (Cała zima bez ognia) – pełnometrażowy film fabularny (także: adaptacja scenariusza i dialogów)
  - szwajcarski Kandydat do „Oskara” za najlepszy film nieanglojęzyczny w 2006
  - „Signis Prize” oraz „CinemAvvenire Award” dla najlepszego filmu na 61. Festiwalu Filmowym w Wenecji
  - „Prix Cinema Suisse” dla najlepszego pełnometrażowego filmu szwajcarskiego w 2005
  - Nagroda Miasta Bozen dla najlepszego filmu
  - Nagroda Publiczności na Międzynarodowym Festiwalu Filmów w Bozen, Tyrol Południowy, 2005
  - Nagroda Publiczności na Międzynarodowym Festiwalu Filmów Francuskojęzycznych w Namur, Belgia, 2005
  - „Brązowe Grono” na 35. Lubuskim Lecie Filmowym w Łagowie, 2005
  - „Złota Rybka” za najlepszy film na 32. Ińskim Lecie Filmowym w Ińsku, 2005
  - Nagroda Krytyki na 57. Festiwalu w Locarno, 2005
  - Nagroda Specjalna Jury na Tarnowskiej Nagrodzie Filmowej w 2006
- 2007 – Na dobre i na złe (odc. 288-290) – serial TV (także: adaptacja scenariusza i dialogów)
- 2008 – Pitbull (odc. 28-31) – serial TV (także: adaptacja scenariusza i dialogów)
- 2008/09 – Londyńczycy (reżyser formatujący, odc. 1-3, 11-13 z 13) – serial TV (także: adaptacja scenariusza i dialogów)
  - Nagroda dla „Najlepszego serialu TV” oraz za „Najlepszą Drugoplanową rolę żeńską” dla Natalii Rybickiej na Roma Fiction Fest w Rzymie, 2009
  - Nominacja dla „Najlepszego serialu” do „Prix Europa”, 2009
  - Nominacja na 30. Banff World TV Fest w Kanadzie, 2009 (wraz z Desperate Housewives, Lost, Survivors, Ugly Betty, The Cleaner)
  - Nominacja do nagród „Zlotej Nimpfy” dla „Najlepszego producenta”, „Najlepszej roli męskiej” (L. Żurek i P. Sadowski) oraz „Najlepszej roli żeńskiej” (N. Rybicka i G. Muskała) na 49. Międzynarodowym Festiwalu Filmów TV w Monte Carlo, 2009
  - Nominacja do Nagrody Specjalnej na 61. Festiwalu Produkcji TV „Prix Italia” w Turynie, 2009
  - Wyróżnienie dla serialu na 45. Hugo Television Awards w kategorii „Dramatic Series” w Chicago, 2009
  - Nominacja do „Wiktora 2008” dla Grega Zglinskiego w kategorii „Twórca najlepszego programu telewizyjnego”
- 2011 – Wymyk – pełnometrażowy film fabularny (także: scenariusz)
  - Trzy nagrody za: „Najlepszy drugi film”, „Drugoplanowa rola kobieca” i „Scenariusz” na 36. Festiwalu Polskich Filmów Fabularnych w Gdyni, 2011
  - Nagroda SIGNIS dla najlepszego filmu oraz Nagroda Specjalna dla Roberta Więckiewicza na 27. Warszawskim Festiwalu Filmowym, 2011
  - Główna nagroda za najlepszy film w konkursie międzynarodowym na Roma Independent Film Festival w Rzymie, 2012
  - Główna nagroda za najlepszy film na Międzynarodowym Festiwalu Filmowym „Kino Pavasaris” w Wilnie, 2012
  - Nagroda Dziennikarzy na Prowincjonaliach we Wrześni, 2012
  - Nominacja Polskiej Akademii Filmowej do „Orła 2011” za scenariusz
- 2012 – Paradoks – (reżyser formatujący, odc. 1-6 z 13) –serial TV (także: współpraca scenariuszowa)
- 2014 – Zbrodnia – (reżyser formatujący) – 3-odcinkowy serial TV dla AXN (także: współpraca scenariuszowa)
- 2015 – Le Temps D’Anna (Czas Anny) – telewizyjny pełnometrażowy film fabularny dla RTS (także: adaptacja scenariusza i dialogów)
- 2017 – Tiere (Zwierzęta) – pełnometrażowy film fabularny (także: adaptacja scenariusza i dialogów)
  - Premiera światowa na Berlinale w sekcji Forum w lutym 2017
  - Selekcja na Edinburgh Film Festival i Karlove Vary Film Festival oraz wiele innych festiwali filmowych
  - Wyróżnienie na Zurich Film Festival w 2017
  - 3 nominacje do Swiss Film Prize 2018 w kategoriach najlepszy film, najlepsze zdjęcia, najlepsza rola drugoplanowa – Mona Petri